# Бен Вилсон
Бен Вилсон (енгл. Ben Wilson, 18. март 1967. - 21. новембар 1984) је био млади амерички кошаркаш, који је играјући за средњошколски тим означен као најталентованији млади кошаркаш и коме се предвиђала блистава каријера. Трагично је преминуо 21. новембра 1984. године, од последица рањавања из пиштоља дан раније.

## Биографија
Бен је рођен 1967. године у Чикагу, од оца Бена и мајке Мери Вилсон (девојачко презиме Гунтер) и одрастао је у јужној области Чикага. Бен је поечо да тренира кошарку као веома млад још у основној школи, а тренирао је у Кол Парку у делу Чикага који се зове Чатам. Како је време одмицало људи око њега су схватали да има потнецијал да постане један од најбољих кошаркаша у земљи. Због тога су се трудили да га сачувају од проблема са дрогама и криминалом, који је тих година цветао на улицама Чикага.
У јесен 1981. године се уписао у средњу школу Симеон, где је наступао за школски тим. У првој години је играо на позицији плејмејкера, али обзиром да је до треће године нагло израстао почео је да игра и на осталим кошаркашким позицијама. Задржао је преглед игре бека, али центарском техником је подсећао на тада четири година старијег Хакима Олајџувона. Са његовим напретком и школски тим је напредовао све до титуле државног првенства у сезони 1983/84., што је била прва титула у историји школе. Због жеље да и у идућој години средње школе дође до титуле, убедио је свог пријатеља Ника Андерсона да му се придружи у том походу. Магазин ЕСПН ХС, специјализован за средњошколски спорт, га је номиновао за најбољег јуниора у држави за сезону 1983/84. Његов тренер Боб Хембрик га је описао следећим речима: "Меџик Џонсон са скок шутом". У каснијим текстовима, ЕСПН га је нотирао као најбољи средњошколски кошаркаш у историји. Већ са 17 година имао је статус суперзвезде, и читава Америка је знала за њега, иако у том добу није било интернета и друштвених мрежа. Очекивала га је завршна  година у средњој школи, колеџ и извесна блистава НБА каријера.

## Смрт
20. новембра 1984. године, уместо са саиграчима из тима нашао се са својом девојком Џетан Раш, како би се договорио да види свог двомесечног сина. Током свађе на улици, њихов пријатељ Били Мур је покушао да смири ситуацију. Након случајног Беновог одгуривања, Били је извадио пиштољ и погодио Бена у препоне и стомак. Бен је пребачен у болницу где је након три сата чекања успешно оперисан. Прогнозе лекара су након тога биле добре али се ситуација погоршавала са све лошијим прогнозама. Од последица повреда, Бен је преминуо наредног дана 21. новембра 1984. године. На сахрани 24. новембра 1984. године је присуствовало скоро 10000 људи.
Бен Вилсон је био 669. жртва уличних обрачуна тих година у Чикагу. Били Мур је приведен и осуђен на 40 година затвора а саучесник Омар Диксон на 30. Доксон је помилован после 15 година да би 2007. поново био осуђен због пљачке, док је Мур у затвору провео 20 година, све до 2005. Браћа Вилсон су му опростили убиство пред ТВ камерама.

## Наслеђе
Вилсонов пријатељ и несуђени саиграч из средње школе, Ник Андерсон, је у његову част током целе своје каријере носио број 25 на дресу, што су у неком делу каријере урадили и многи други кошаркаши. У његову част установљена је пракса да најбољи играч школе носи број 25 на дресу. Исту школу је 20-так година касније похађао и НБА суперстар Дерик Роуз, који је такође носио број 25 током освајања титула за ову школу 2006. и 2007. године. И данас када се у Чикагу прича о најбољим кошаркашима тог града, поред Мајкла Џордана, Ајзеа Томаса и Дерика Роуза увек се нађе и име Бена Вилсона. 23. октобра 2012. године ЕСПН је избацио документарац посвећен њему у част, са насловом Бенџи.
Из везе са давојком Џетан Раш, је остао син Брендон који је такође играо кошарку на колеџу, носивши број 25 на дресу. Брендон је детињство провео у Чикагу, да би се са мајком Џетан и очухом Едвардом Риверсом преселио за Њујорк.